# New Boston, Texas
New Boston är en ort i Bowie County i Texas. I countyt finns tre orter som heter Boston: New Boston, Old Boston och Boston. Det första Boston fick heta Old Boston efter att New Boston uppstod i trakten kring järnvägsstationen. Countyt domstolsbyggnad flyttades senare till ett läge mitt emellan Old Boston och New Boston. Småorten som uppstod i mittpunkten fick heta enbart Boston. Den första domstolsbyggnaden finns i Old Boston, den andra i Texarkana, medan den tredje som brann ner år 1989 fanns i Boston. Den nuvarande domstolsbyggnaden byggdes 1985 i New Boston trots att Boston fortfarande officiellt är huvudort i countyt. Vid 2010 års folkräkning hade New Boston 4 550 invånare.